# تپه قلات اسپی
تپه قلات اسپی مربوط به هزاره اول قبل از میلاد است و در شهرستان اشنویه، بخش نالوس، دهستان اشنویه جنوبی، روستای زمه واقع شده و این اثر در تاریخ ۲۸ شهریور ۱۳۸۶ با شمارهٔ ثبت ۱۹۶۱۴ به‌عنوان یکی از آثار ملی ایران به ثبت رسیده است.